# Muzeum Pamięci Żydów Węgierskich w Safedzie
Muzeum Pamięci Żydów Węgierskich (hebr. מוזיאון יהדות דוברי הונגרית; ang. The Memorial Museum Of Hungarian Speaking Jewry) – muzeum historyczne położone w mieście Safed, na północy Izraela. Przedstawia ono bogatą historię i kulturę społeczności żydowskich na Węgrzech.

## Historia
W 1986 roku z inicjatywy Józefa i Hawy Lustig powstało w Safedzie Muzeum Pamięci Żydów Węgierskich. Po długim okresie przygotowań wystawę udostępniono zwiedzającym w 1990 roku. Obecnie działalność muzeum opiera się na pracy grupy około 30 wolontariuszy.

## Zbiory muzeum
Muzeum przedstawia bogatą historię i kulturę społeczności żydowskich na Węgrzech, Siedmiogrodzie, Słowacji i w rejonie Karpat. W tym celu muzeum gromadzi wszystkie eksponaty świadczące o przeszłości, codziennym życiu, folklorze i tradycji tych społeczności. Eksponaty zostały pogrupowane w następujących sekcjach: „Judaika”, „Religia i tradycja”, „Zawody i rzemiosła”, „Żydzi węgierscy”, „Kultura i sposób życia”, „Święta”, „Holocaust i wysiłki ratowania”, „Theodor Herzl i Syjonizm” oraz „Węgiersko-języczni żołnierze na wojnach”. Muzeum jest dostępne dla grup, jak i indywidualnych osób zwiedzających. Programy audiowizualne przygotowano w językach hebrajskim, angielskim i węgierskim. Dostępna jest także bogata biblioteka z licznymi książkami, dokumentami, pamiętnikami i zdjęciami.